# Blåhaj
Blåhaj (prononcé en suédois : [ˈbloːhaj], signifiant littéralement « requin bleu ») est un jouet en peluche fabriqué et vendu par la société suédoise IKEA. Inspiré d'un requin bleu et fabriqué en polyester recyclé, le jouet a pris de l'importance sur les réseaux sociaux en tant que mème Internet populaire, en particulier dans la communauté transgenre et femboy, et a également été utilisé comme mascotte par IKEA dans certaines régions.

## Description
Blåhaj est une peluche déclinée en deux modèles, de 50 et 100 cm de long. Elle ressemble à un requin bleu et est rembourrée de polyester recyclé. Elle peut être lavée en machine à 40°C.

## Production et distribution
Blåhaj est commercialisé par Ikea depuis au moins 2010 ; de 2010 à 2012, il était en gris plutôt qu'en bleu et vendu sous le nom de « klappar haj » ([klapparːhaj]).

## Phénomène culturel
En 2018, Blåhaj est devenu célèbre en tant que mème Internet, les utilisateurs des médias sociaux en publiant des photos humoristiques chez eux. À cette époque, Blåhaj commence à être associé aux communautés LGBT et particulièrement transgenres. Plus tard, il sera également associé à la communauté Femboy. IKEA semble reconnaître ce phénomène implicitement lorsque l'entreprise diffuse une série de publicités en faveur du référendum suisse sur le mariage homosexuel de 2021 mettant en vedette le jouet. Grâce à cette association, Blåhaj est communément considéré comme un symbole de la communauté transgenre en ligne.

Blahaj brandi lors de marches des fiertés
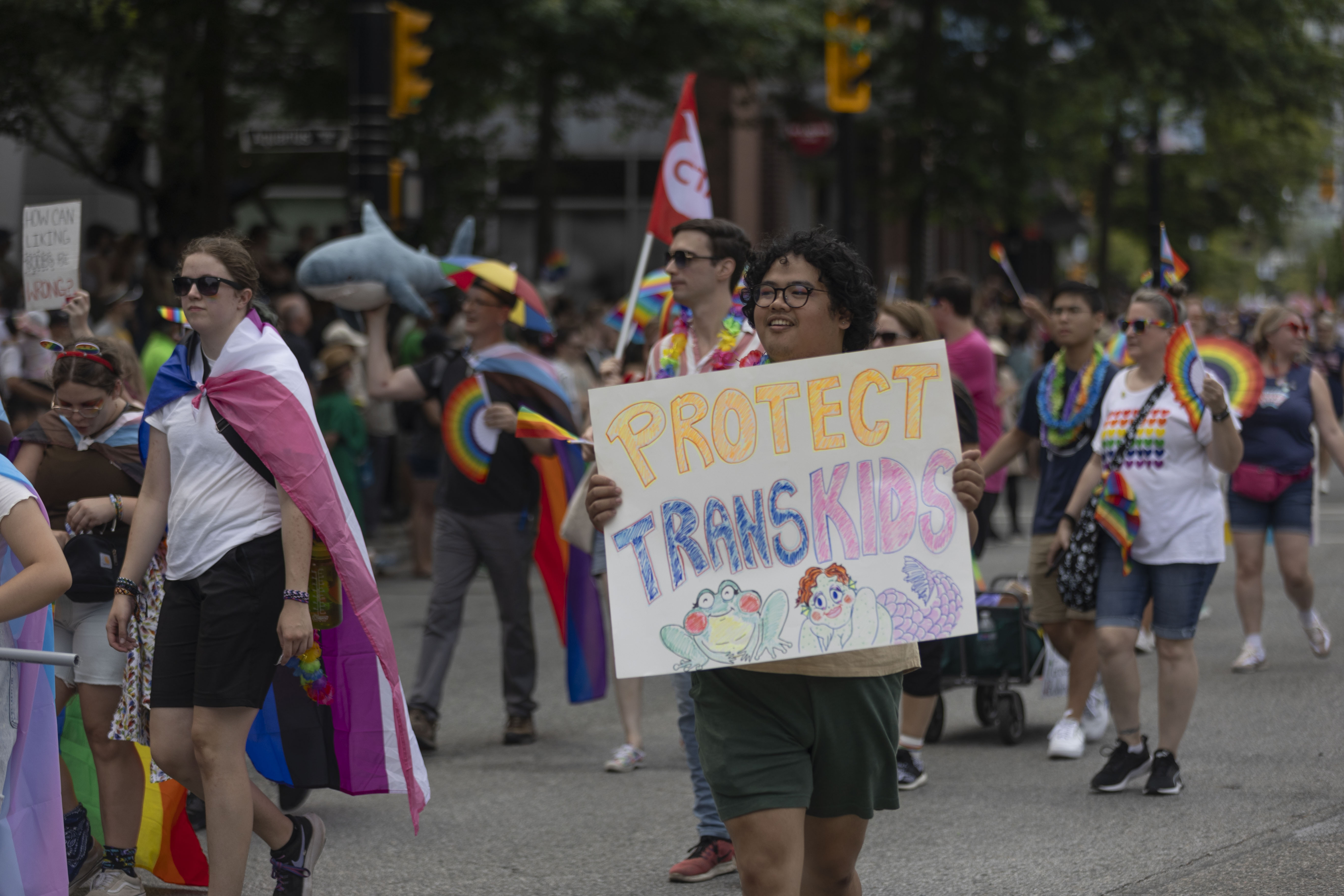
À Vancouver en 2023.
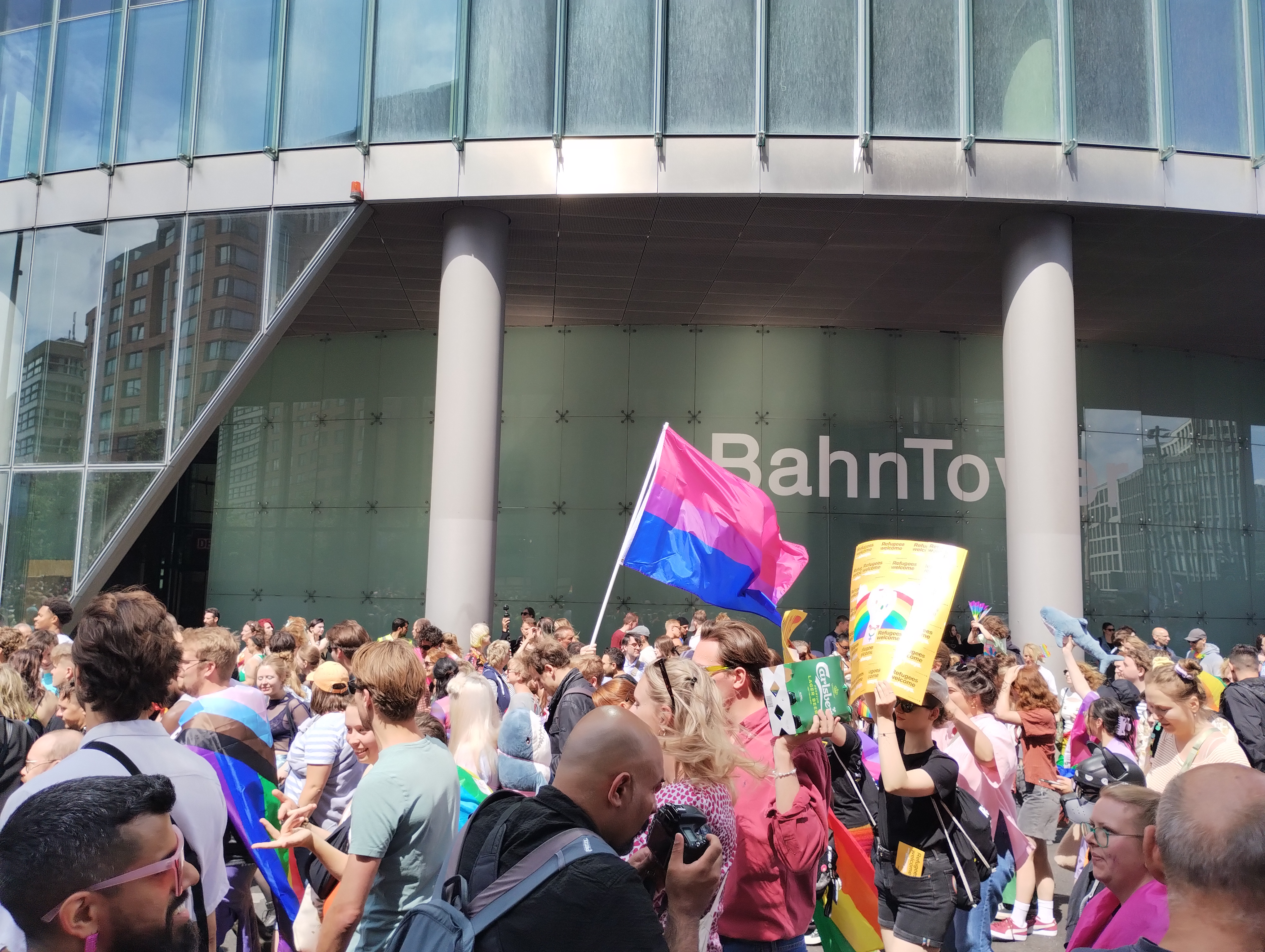
À Berlin en 2023
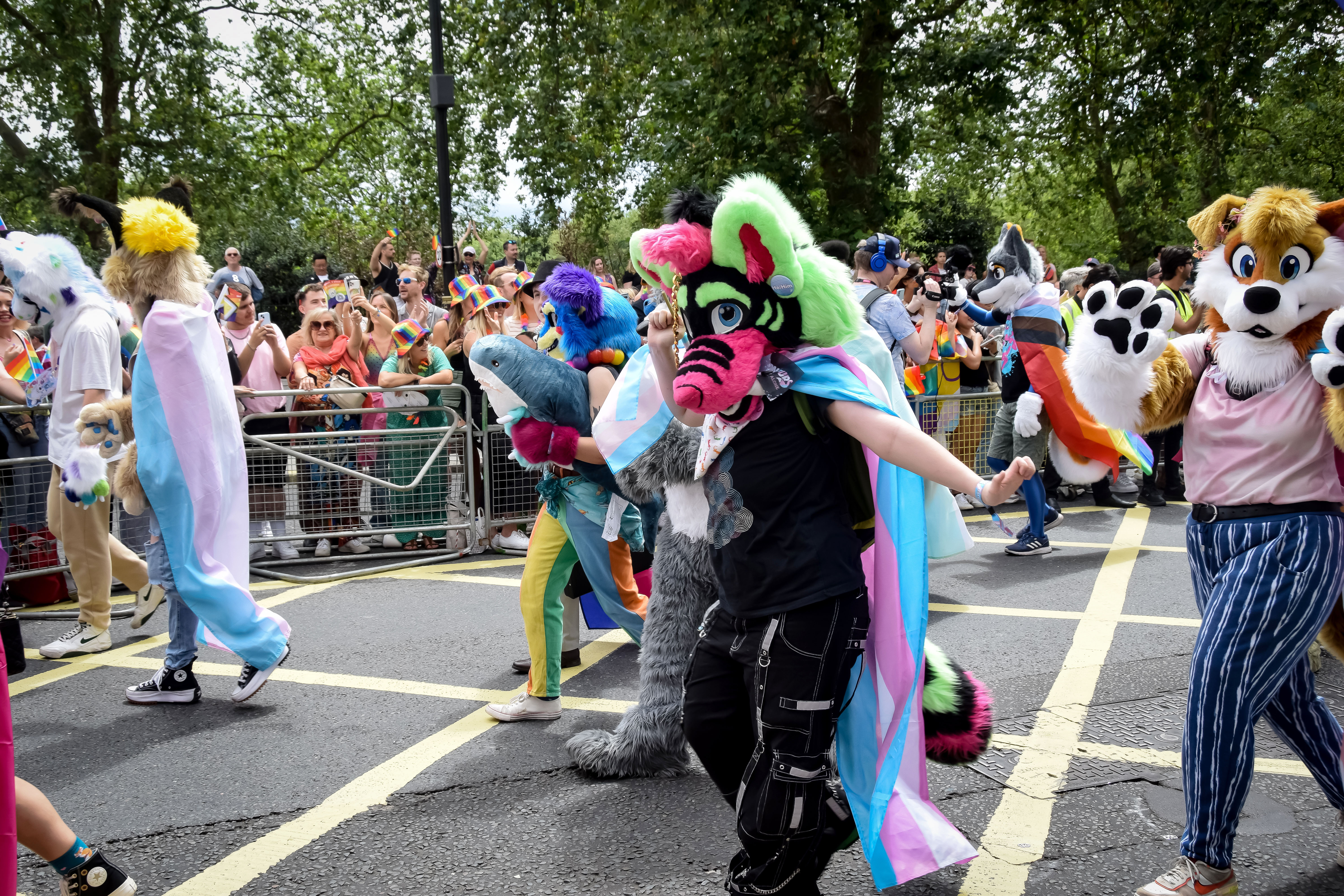
À Londres en 2023.

En novembre 2022, IKEA Canada organise un concours offrant aux personnes transgenres une édition spéciale de Blåhaj aux couleurs du drapeau de la fierté transgenre et avec leur nom brodé sur leur nageoire. L'un d'eux a été offert à un centre de santé sexuelle à Halifax, en Nouvelle-Écosse.